# Universidade Atlântica da Flórida
A Universidade Atlântica da Flórida (em inglês:  Florida Atlantic University - FAU) é uma das quatro universidades que compôem o sistema de ensino superior público do estado da Flórida, nos Estados Unidos. As outras universidades públicas do estado são a Universidade da Flórida (UF), a Universidade do Estado da Flórida (FSU) e a Universidade do Sul da Flórida (USF).
Os sete campi da FAU cobrem mais que 160 quilômetros da costa atlântica do estado da Flórida. Desde sua fundação, a FAU já outorgou mais de 100 mil títulos universitários a mais de 95 mil alunos de 144 países.